# Station Labergement-Sainte-Marie
Station Labergement-Sainte-Marie is een spoorweghalte in de Franse gemeente Labergement-Sainte-Marie. Zij wordt bediend door treinen van het netwerk TER Bourgogne-Franche-Comté op de verbinding Pontarlier - Vallorbe.